# 孫兗
孫兖（1541年—？），字應文，號平野，河南汝寧府光州固始縣人，民籍，明朝政治人物、進士出身。

## 生平
隆庆元年（1567年）丁卯科河南鄉試第四十九名，萬曆二年（1574年）登甲戌科會試第二百四十九名，第三甲第一百六十二名進士。授翼城县知县，丁忧归。十一年癸未补涞水县，十三年七月擢授湖广道试监察御史，十四年出按畿南真定，十六年二月升山东佥事，卒于官。

## 家族
曾祖父孫釗；祖父孫璉；父孫洲。母沈氏。具庆下。